# Phyllophaga guanicana
Phyllophaga guanicana är en skalbaggsart som beskrevs av Bernard Bryan Smyth 1917. Phyllophaga guanicana ingår i släktet Phyllophaga och familjen Melolonthidae. Inga underarter finns listade i Catalogue of Life.